# Julian and the Wind
Julian and the Wind ist ein Kurzfilm von Connor Jessup. Die Premiere fand Anfang September 2024 beim Toronto International Film Festival statt.

## Handlung
Arthur und Julian teilen sich in einem Jungeninternat ein Zimmer. Arthur ist in Julian verliebt, doch der lässt ihn links liegen. Als Julian zu schlafwandeln beginnt, entwickelt sich eine sonderbare Form der Intimität.

## Produktion
Regie führte Connor Jessup, der auch das Drehbuch schrieb. Der Kanadier ist insbesondere als Schauspieler aus Fernsehserien wie Falling Skies und Locke & Key und in Filmen wie Closet Monster, Strange But True und Clifton Hill bekannt. Als Regisseur realisierte Jessup bereits eine Reihe von Kurzfilmen, zuletzt Night Flight. Bei Julian and the Wind übernahm er auch den Filmschnitt.
Die Hauptrollen besetzte er mit David Webster, Joel Oulette, James Hicks, Joey Klein und Eric Tzogas.
Der Film feierte am 5. September 2024 beim Toronto International Film Festival seine Premiere. Im Februar 2025 wird der Film bei den Filmfestspielen in Berlin in der Sektion Generation 14plus vorgestellt. Dort wurde der Film auch in das Programm des Teddy Award aufgenommen.

## Rezeption

### Kritiken
Debanjan Dhar schreibt in seiner Kritik für High on Films, Connor Jessups Kurzfilm Julian and the Wind sei voller hinreißender, überwältigender Gefühle: „So vieles scheint flüchtig, federleicht und doch lebenswichtig.“ Von Anfang an werde man sanft in eine geheimnisvolle Welt entführt mit den Zyklonwinden und Julians Schlafwandeln, auf eine Weise, die natürlich und unmittelbar wirke. Hierdurch orchestriere Jessup das Drama mit einem Hauch des Überirdischen. Was geschehe, wirke erhaben und gespenstisch, und so sei Julian and the Wind ein betörendes Werk geworden, voller Wärme und Geborgenheit und so sanft, dass man das Gefühl habe, durch den Film hindurchzuschweben. Auch wenn die Darsteller Joel Oulette und David Webster in den Rollen von Julian und Arthur kaum ein Wort wechseln, seien sie zusammen wunderbar. In dieser verträumten Atmosphäre könne der Zuschauer eine Verschmelzung der Grenzen zwischen Romantik und Freundschaft miterleben.

### Auszeichnungen
Internationale Filmfestspiele Berlin 2025
- Nominierung als Bester Kurzfilm für den Gläsernen Bären in der Sektion Generation 14plus (Connor Jessup)